# Mesoleptus alticola
Mesoleptus alticola là một loài tò vò trong họ Ichneumonidae.